# مرشد البروجردي
مرشد البروجردي (ت. 1030 هـ) هو شاعر فارسي، من أهل بروجرد.
هو مرشد خان البروجردي الهمداني. ولد ببروجرد ونشأ بها و بهمدان قام بعدة رحلات في بلاد فارس واستقر في شيراز ، وتقرب بها من حاكمها محمد قلي خان، ونظم باسمه «ساقي نامه».
وبناء على طلب من بعض أعيان السند رحل اليها، ثم انتقل إلى منطقة اجمير فالدكن ثم إلى مدينة جهان آباد. توفي في الهند سنة 1030 هـ.

## طالع
- الهداية (كتاب).